# Julius von der Schulenburg
Julius Karl Ferdinand Alexander von der Schulenburg (* 2. April 1809 auf Gut Priemern; † 16. Dezember 1893 in Dresden) war preußischer Generalleutnant, Hofmarschall, Rechtsritter des Johanniterordens und Senior des Geschlechts.

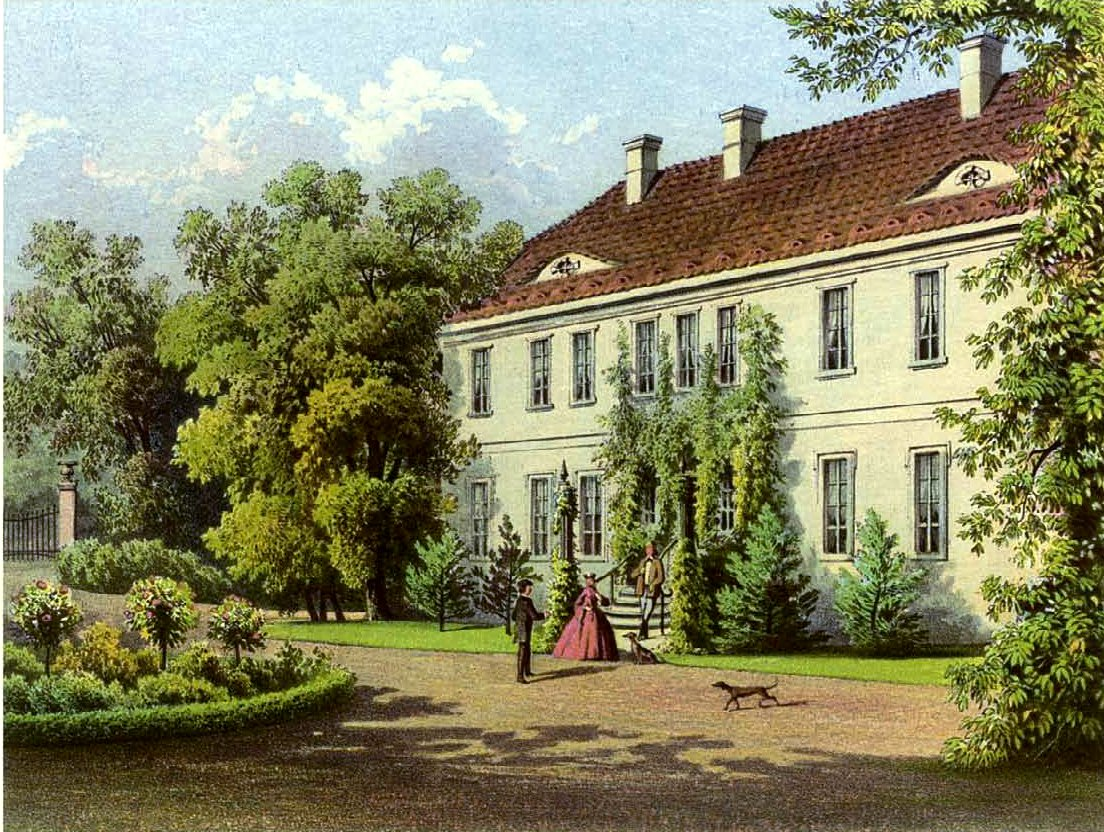
Gut Priemern um 1871/73, Sammlung Alexander Duncker

## Leben

### Herkunft
Julius stammte aus dem altmärkischen Uradelsgeschlecht von der Schulenburg. Er war ein Sohn des Landrats Leopold Wilhelm von der Schulenburg (1772–1838) und dessen Ehefrau Charlotte Juliane, geborene von Kirchbach (1785–1873).

### Karriere

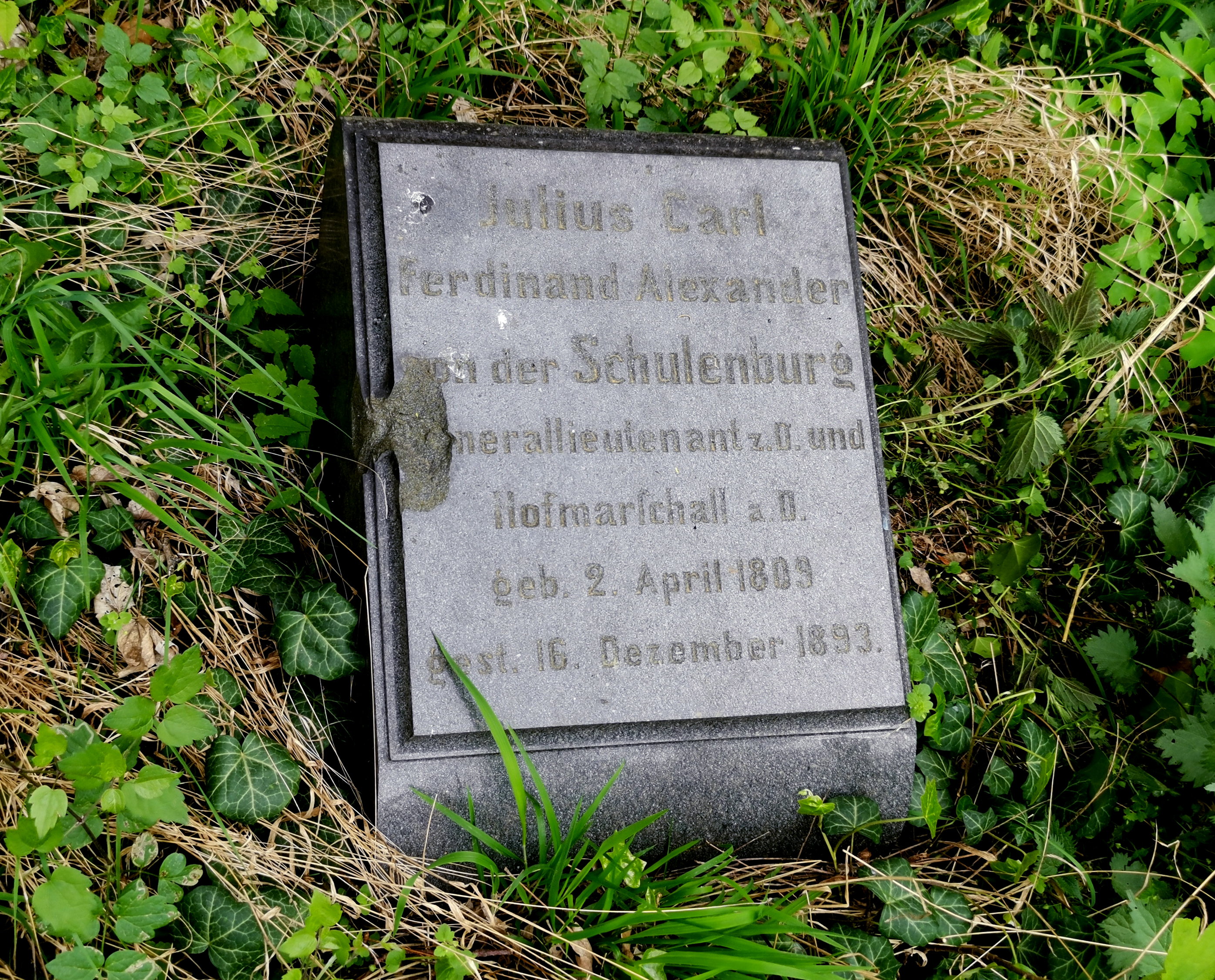
Grab auf dem evangelischen Domfriedhof I in Berlin, Liesenstraße

Schulenburg trat am 5. März 1826 in das Regiment der Gardes du Corps der Preußischen Armee ein und avancierte bis März 1843 zum Rittmeister und Chef der 3. Kompanie. Als Major stieg er Mitte Oktober 1854 zum etatsmäßigen Stabsoffizier auf. Man beauftragte ihn am 22. Oktober 1856 zunächst mit der Führung des Garde-Kürassier-Regiments und ernannte Schulenburg am 19. Februar 1857 zum Regimentskommandeur. In dieser Stellung wurde er Anfang April 1857 Oberstleutnant. Anlässlich der Vermählung mit Victoria von Großbritannien und Irland begleitete Schulenburg den Kronprinzen Friedrich im Januar 1858 nach London. Am 25. März 1858 nahm er als Oberst seinen Abschied mit der Berechtigung zum Tragen seiner Regimentsuniform.
Mitte Juni 1859 wurde Schulenburg zur Disposition gestellt und zum Hofmarschall des Prinzen Albrecht von Preußen ernannt. In dieser Stellung nahm er 1866 im Stab des Prinzen am Deutschen Krieg teil und erhielt im März 1869 den Charakter als Generalmajor. Schulenburg begleitete Albrecht auch 1870/71 während des Krieges gegen Frankreich und wurde mit dem Eisernen Kreuz II. Klasse ausgezeichnet. Nach dem Tod von Albrecht von Preußen verlieh Kaiser Wilhelm I. ihm in Anerkennung und als Dank für seine dem Prinzen geleisteten Dienste am 19. Oktober 1872 den Charakter als Generalleutnant.
Schulenburg war Ritter des Roten Adlerordens II. Klasse mit Eichenlaub und Schwertern sowie des Kronenordens I. Klasse mit Schwertern.

### Familie
Er heiratete am 28. Mai 1839 in Potsdam Marie Gräfin von Einsiedel, mit der er vier Kinder hatte.